# Walter S. Masterman
Pour les articles homonymes, voir Masterman.
Walter S. Masterman, né le 19 décembre 1876 à Wimbledon en Londres et mort le 16 mai 1946 à Brighton, West Sussex, est un auteur britannique de roman policier, de roman fantastique et de science-fiction.

## Biographie
Après des études à l’Université de Cambridge, il sert dans le Welsh Regiment (en) et participe, à partir de février 1900, aux combats de la Guerre des Boers en Afrique du Sud. Son frère Harry, qui appartient au même régiment, meurt là-bas de la malaria et d’une méningite.
De retour en Angleterre, après le conflit, Walter, qui a le grade de capitaine, conserve un lien avec l’armée. Pour s’insérer à la vie civile, il occupe un poste d’enseignant dans une institution privée de 1903 à 1905. Il sera capitaine pendant la Première Guerre mondiale.
Démobilisé en 1919, il devient fonctionnaire de la Couronne britannique à titre d’inspecteur pour le ministère de l’Agriculture et des Pêcheries (Board of Agriculture and Fisheries (United Kingdom) (en)). L’année suivante, alors qu'il est dans la quarantaine, il épouse Olive Doreen Lowrie, une jeune femme de 24 ans. Le couple s’installe à Grimsby, une petite ville portuaire du North East Lincolnshire. Peu après, Walter S. Masterman est jugé coupable de fraude par son ministère et incarcéré pendant trois ans jusqu’en 1925.
En 1926, il amorce une carrière littéraire avec The Wrong Letter, un roman policier, préfacé par G. K. Chesterton. Le héros de ce roman, Sir Arthur Sinclair, est un ancien enquêteur de Scotland Yard, dont les méthodes excentriques désarçonnaient ses supérieurs. Sinclair est depuis devenu détective à son compte et spécialiste des affaires criminelles bizarres qui conjuguent fantastique, horreur et aventures, dans l'esprit des récits de H. P. Lovecraft, ou encore, du Service des affaires inclassables de John Dickson Carr. Dans The Yellow Mistletoe (1930), Sinclair se rend dans une vallée bulgare à la recherche de survivants de la Grèce antique. Dans The Flying Beast (1932), il découvre une race souterraine habitant un volcan de Sahara. Dans The Secret of Downs (1939), il est sur les traces d’un être monstrueux qui hante la campagne anglaise.
Masterman a également donné vie à l’inspecteur Dick Selden de Scotland Yard. Plus jeune que Sir Arthur Sinclair, Selden apparaît notamment dans L’Expérience du docteur Gilkie (1937), un thriller où un tueur en série, probable créature d'un savant fou à la Frankenstein, sème la terreur en laissant des traces indéchiffrables auprès de ses victimes.

## Œuvre

### Romans

#### SérieSir Arthur Sinclair
- The Wrong Letter (1926)
- The Curse of the Reckaviles ou The Crime of the Reckaviles (1927)
- 2. L.O. (1928)
- The Yellow Mistletoe (1930)
- The Mystery of Fifty-Two ou The Mystery of the 52 (1931)
- The Flying Beast (1932)
- The Nameless Crime (1932)
- The Baddington Horror (1934)
- The Rose of Death (1934)
- Death Turns Traitor (1935)
- The Avenger Strikes (1936)
- The Wrong Verdict (1937)
- The Hunted Man (1938)
- The Secret of Downs (1939)
- The Hooded Monster (1939)
- The Curse of Cantire (1939)
- The Death Coins (1940)
- Back from the Grave (1940)
- The Silver Leopard (1941)
- The Man without a Head (1942)

#### SérieInspecteur Dick Selden
- The Bloodhounds Bay (1936)
- The Border Line (1937) Publié en français sous le titre L’Expérience du docteur Gilkie, Paris, Librairie des Champs-Élysées, Le Masque no 293, 1940

#### Autres romans
- The Green Toad (1928) Publié en français sous le titre Le Crapaud malais, Paris, Gallimard, coll. Les Chefs-d’œuvre du roman d’aventures, 2e série, 1932
- The Tangle (1931)
- Murder Beacon (1932), en collaboration avec L. Patrick Green
- The Perjured Alibi (1935)

### Autre publication
- Report on the Research Work of the Board of Agriculture and Fisheries in Relation to the Plaice Fisheries of the North Sea (1919)

## Sources
- Jacques Baudou et Jean-Jacques Schleret, Le Vrai Visage du Masque, vol. 1, Paris, Futuropolis, 1984, 476 p. (OCLC 311506692), p. 303-304.
- Claude Mesplède (dir.), Dictionnaire des littératures policières, vol. 2 : J - Z, Nantes, Joseph K, coll. « Temps noir », 2007, 1086 p. (ISBN 978-2-910-68645-1, OCLC 315873361), p. 328-329.